# 大眼裸颌鲈
大眼裸颌鲈是笛鲷目石鲈科裸颌鲈属的一种鱼类，分布于西非沿岸水域。

## 外貌描述
大眼裸颌鲈身体为长方形，体型略扁，大眼睛较大，鼻子短于眼直径。其嘴大而突出。该种鱼背鳍深凹陷，有10-13根棘刺，其中第 3 根（部分个体中亦包括第4根）最长。臀鳍有3根棘刺和9-10条软条，少数个体上只有8条。其尾鳍深陷。背部为橄榄色，侧面和腹部为银色至白色。鳃盖上缘有黑色斑点，背鳍基部常有小黑点。 该物种的最大总长为30厘米, 但平均体长为23厘米。 

## 物种分布
大眼裸颌鲈分布于非洲西海岸，自摩洛哥到安哥拉的大西洋水域，最常见于塞内加尔南部水域。 

## 生态
大眼裸颌鲈常见于10-150米水深处  。该鱼常见于沙泥基质的海域，在夜间沿着会沿上升流至水面附近捕食。其主要猎物为小鱼和无脊椎动物。该物种可能全年产卵。雄鱼在 8 个月大，而雌鱼则在 12 个月大时性成熟。该鱼很可能有两个与上升流的时间一致的产卵高峰期。

## 物种命名
法国生物学家阿希尔·瓦朗西安纳于1832年首次描述大眼裸颌鲈，模式产地为塞内加尔的戈雷岛。该属裸颌鲈属为单型属，属名来自于拉丁语brachy（短的）和deuterus（第二）二词的结合，意指背鳍中部几乎将其与后半部分分隔开的下凹。其种加词auritus含义为“耳朵”，喻指该鱼的鳃盖形状。
</ref>

## 经济利用
大眼裸颌鲈在西非的许多地区为重要的经济鱼类，尤其是加纳和科特迪瓦。渔民使用底拖网、刺网、固定网和推式围网捕获该种鱼后作为鲜鱼出售或是熏制后加工成鱼粉。 此外，亦可将该鱼的肉同木薯混合制作饼干。

## 种群现状
大眼裸颌鲈在加蓬等几内亚湾沿岸国家海域均有极其庞大的种群，是最常见的渔获之一。然而，目前大眼裸颌鲈已在许多国家出现明显的种群衰退。有研究估计加纳、贝宁和多哥的大眼裸颌鲈数量已减少超过50%，在喀麦隆、尼日利亚、圣多美和赤道几内亚也有所减少。

## 文献索引
1. 1 2 3 4 5 6 7  de Morais, L.; Sidibé, A.; Sylla, M.; Camara, K.; Carpenter, K.E.; Djiman, R.; Nunoo, F.; Sagna, A.; Williams, A.B.; Montiero, V.; Lindeman, K.; Quartey, R. . The IUCN Red List of Threatened Species. 2015, 2015: e.T194413A2333329  [19 November 2021]. doi:10.2305/IUCN.UK.2015-4.RLTS.T194413A2333329.en .
2. 1 2  Froese, Rainer. Pauly, Daniel , 编. . FishBase. 2019  [2022-09-24]. （原始内容存档于2022-09-28）.
3. ↑  William N Eschmeyer; Ron Fricke. Richard van der Laan , 编. . Californian Academy of Science.   [2022-09-27]. （原始内容存档于2022-01-24）.
4. 1 2  . FAO.   [25 March 2021]. （原始内容存档于2022-10-28）.
5. ↑  J.C. Hureau. . Marine Species Identification Portal - Fishes of the NE Atlantic and Mediterranean. ETI Bioinformatics.   [25 March 2021]. （原始内容存档于2022-10-03）.
6. ↑  Christopher Scharpf; Kenneth J. Lazara (编). . The ETYFish Project Fish Name Etymology Database. Christopher Scharpf and Kenneth J. Lazara. 5 January 2021  [23 March 2021]. （原始内容存档于2021-04-12）.
7. ↑  Koranteng, K.A. and Pauly, D. 2004. Long-term trends in demersal fishery resources of Ghana in response to fishing pressure. In: M.L.D. Palomares and D. Pauly (eds), West African marine ecosystems: models and fisheries impacts, pp. 75-80. Fisheries Centre, UBC, Vancouver.